# Postierla

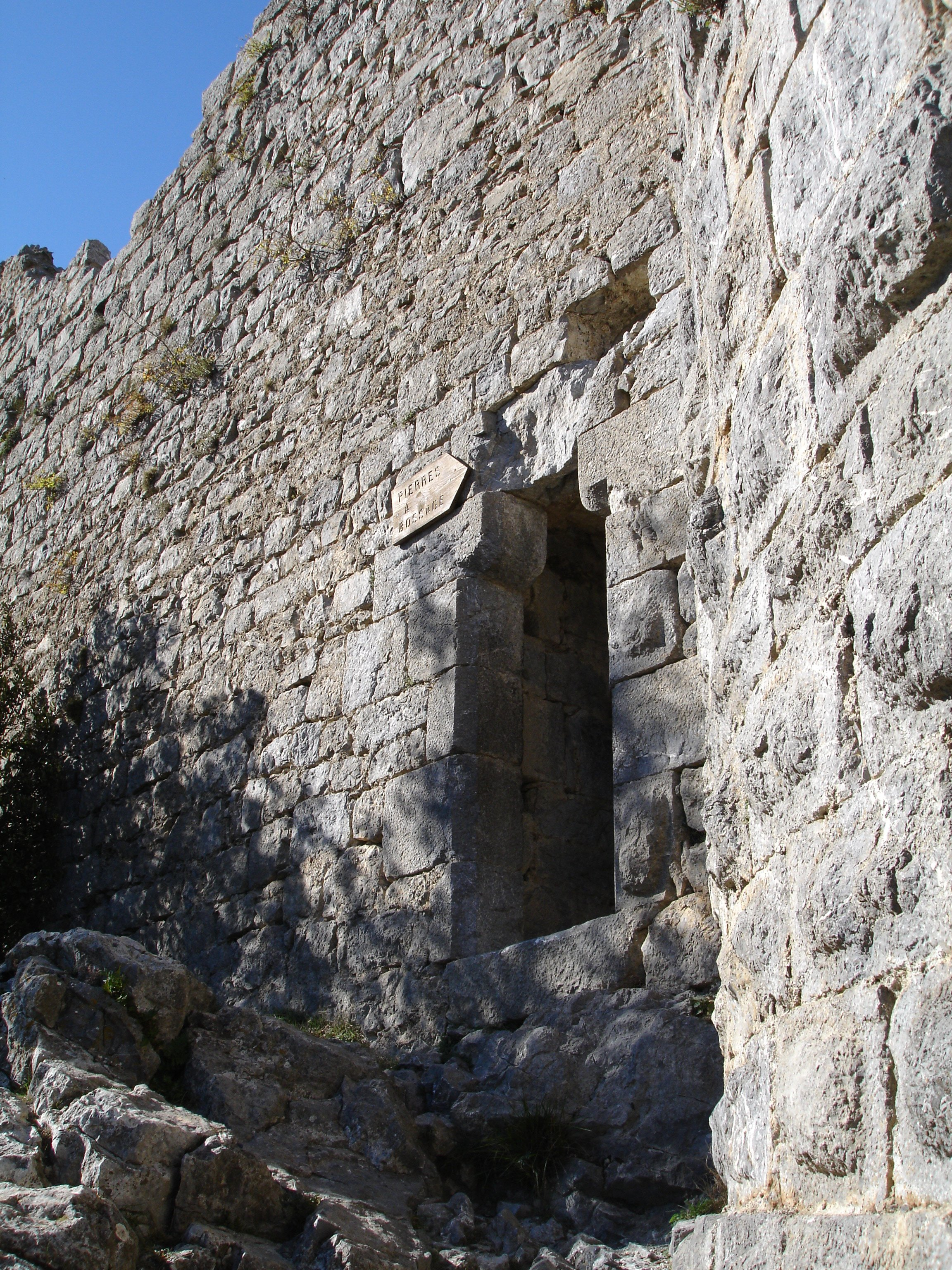
Pusterla a Puilaurens, comune francese dell'Occitania

La postierla, pusterla, posterula, posterla o pustierla, è un'angusta porta d'accesso ai camminamenti per le guardie di ronda nei castelli e nelle fortificazioni, nascosta nelle mura, che poteva essere usata anche come uscita o ingresso di emergenza in caso di attacco o di assedio. Generalmente consente solo il passaggio di una persona per volta. Il suo nome deriva dal latino tardo posterula, a sua volta derivato da posterus (dietro), cioè situato dietro, in luogo nascosto.
Per estensione la postierla indica una porta secondaria, una "porticciola", in edifici di civile abitazione.